# Petar IV. Zrinski
Grof Petar IV. Zrinski (Vrbovec, 6. lipnja 1621. – Bečko Novo Mjesto, 30. travnja 1671.), bio je hrvatski ban, vojskovođa i pjesnik.

## Životopis
Petar Zrinski rodio se u Vrbovcu, mjestu istočno od Zagreba, a pogubljen je 30. travnja 1671. godine u Bečku Novom Mjestu. Otac mu je bio hrvatski ban Juraj (V.) Zrinski, a majka grofica Magdalena Széchy. Bio je praunuk Nikole Šubića Zrinskog, sigetskog junaka, a unuk Jurja (IV.) Zrinskog, koji je dao tiskati prvu hrvatsku knjigu na kajkavskom narječju "Decretum tripartitum" u Nedelišću kraj Čakovca 1574. godine.
Kad je Petar imao samo pet i pol godina, njegov otac je preminuo u austrijskom vojnom taboru u Požunu (današnji glavni grad Slovačke Bratislava), sudjelujući u Tridesetogodišnjem ratu.  Prema nekim povijesnim izvorima dao ga je, nakon verbalnog razmimoilaženja, otrovati habsburški general Wallenstein. Nakon smrti oca Jurja V., kao dijete je uz brata Nikolu VII. nominalno obnašao čast legradskoga (međimurskoga) kapetana. Po savjetu ugarskog primasa P. Pázmánya 1630. je zajedno s bratom započeo školovanje kod isusovaca u Grazu, a nastavio ga na isusovačkom učilištu u Trnavi. U pratnji kanonika Matije Szenkviczija poslije je s bratom otputovao u Italiju, gdje se bavio vojnim znanostima i topništvom. Nakon povratka u Hrvatsku 1637. sukobio se s Osmanlijama kraj Kanjiže (Nagykanizsa), a iduće godine s Nikolom je podijelio obiteljsko imanje.
Školovao se Petar, zajedno s bratom Nikolom, najprije kod zagrebačkog biskupa Petra Domitrovića, zatim u Mađarskoj i Austriji, a neko vrijeme je boravio i u Italiji, gdje se je bavio vojnim znanostima i topništvom. Nakon toga je pretežno živio u dvorcu obitelji Zrinskih u Čakovcu (Međimurska županija), te u Ozlju. Kad se je vratio iz Hrvatske u Ugarsku, sukobio se je s Osmanlijama kod Velike Kaniže.
Godine 1643. vjenčao se s groficom Anom Katarinom Frankapan, polusestrom Frana Krste Frankopana. Imali su četvero djece, Jelenu (rođenu 1643., umrlu 1703.), Ivana Antuna (rođenog 1651., umrlog 1703.), Juditu Petronilu (rođenu 1655., umrlu 1699.) i Auroru (Zoru) Veroniku (rođenu 1658., umrlu 1735.).
Još prije slavne urote imao je problema s vlastima koje su ga optužile za veleizdaju, a to je bilo zbog zauzimanja zemljišta kod Martinšćice kod Rijeke. Ipak, ubrzo je pomilovan.
Petar je također, poput starijeg brata, bio velik ratnik koji se proslavio u mnogim bitkama.
Već 1647. godine postavljen je na dužnost kapetana žumberačkih uskoka s kojima je sudjelovao u zadnjim godiana Tridesetogodišnjeg rata. Zrinski se istaknuo u završnim bitkama 1647. i 1648. koje su bile na njemačkom i češkom bojištu.
Nakon toga, ratovao je s Osmanlijama. Osmanskim je snagama nanio poraz kod Slunja 1649. godine. Tijekom Kandijskog rata pomagao je mletačku stranu, nanijevši turskim snagama veliku štetu. Ratovao je na suhozemnom i pomorskom ratištu. Po povratku u Hrvatsku nastavlja vojevati protiv Turaka. Porazio ih je u Lici 1655. godine. Napredovao je u vojnoj hijerarhiji, pa je postavljen za ogulinskog i senjskog kapetana i kapetana cijelog Primorja.
Dok je trajao Erdeljski rat, Zrinski je pobjeđivao Turke po hrvatskim gorskim krajevima, a ističe se velika pobjeda u Gackoj kod Jurjevih Stijena 16. listopada 1663. godine. Tu je s 300 hrvatskih ratnika razbio Deli-pašu Badanjkovića i njegovih 1.400 vojnika, te kad je sa svojih 2.500 ratnika razbio Ali-pašu Čengića i njegovih 10.000 vojnika. Koliko je bio sjajan ratnik i velik junak, najbolje govori podatak da je kralj nazvao Petra "štitom kršćanstva i strašilom Turaka" Premda je Europa brujala o veličanstvenoj pobjedi, uskogrudnost, zavist i sitni sebeljubni interesi vrhovnog zapovjednika Vojne krajine generala Ivana Herberta Auersperga poništili su učinke pobjede: Zrinskog je tužio zbog neposluha, pa je Zrinski bio prisiljen predati ratni plijen i zatočenike.
Nakon smrti starijeg brata Nikole krajem 1664. godine, Petar Zrinski je, 1665. godine, imenovan hrvatskim banom, ali je službeno preuzeo dužnost tek u godini 1668. zbog raznoraznih političkih kalkulacija bečkog dvora.
Petar Zrinski bio je i pjesnik, a 1660. godine preveo je s mađarskog jezika i u Mletcima izdao poznati spjev svog brata Nikole Zrinskog Čakovečkog "Sirena Jadranskoga mora" (Adrianskoga mora sirena). Pritom je napisao stotinjak vlastitih strofa u kojima je iskazao neprijateljstvo prema Nijemcima, s kojima je bio u dugotrajnoj zavadi na vojnokrajiškom području, pa tako njegov hrvatski prepjev, za razliku od madžarskoga izvornika, u svojem sadržaju nosi izrazito hrvatsko obilježje. O utjecaju što ga je Petar imao na suvremenike svjedoči poema dubrovačkoga književnika Vladislava Menčetića Trublja slovinska (1665), koju je 1663. ispjevao Petru »v pohvalu«. Znameniti hrvatski povjesničar I. Lučić posvetio mu je kartu naslovljenu »Današnji Ilirik«, objavljenu u djelu O Kraljevstvu Dalmacije i Hrvatske u šest knjiga (1666.).

## Zrinsko-frankopanska urota
Zajedno sa svojim šurjakom Franom Krstom Frankopanom, Petar Zrinski je nastavio borbu za prava Hrvatske koju je započeo njegov brat Nikola, pa se tako povezao s glavnim mađarskim vođama. Povod za nezadovoljstvo bio je sramotni Vašvarski mir, sklopljen 10. kolovoza 1664. godine, kojim su Turci, premda poraženi u Monošterskoj bitki, od Bečkog dvora dobili pravo da zadrže sve do tada osvojene teritorije. Nezadovoljnici su stvorili savez nazvan Zrinsko-frankopanska urota, kojim su željeli umanjiti sve veći centralizam i apsolutizam hrvatsko-ugarskog kralja Leopolda I. Habsburgovca.
Kad je, međutim, 1666. godine umro ostrogonski nadbiskup Đuro Lippay, a 1667. godine ugarski palatin Franjo Wesselényi, hrvatsko-ugarski savez oslabio je i na kraju se skoro potpuno raspao zbog različitih ideja i načina vođenja urote.
Ubrzo je i bečki dvor, koji je provodio centralizam i apsolutizam ne mareći za prava hrvatskog naroda i obveze potpisane Pactom Conventom iz 1102. godine, sve saznao zahvaljujući izdaji iz urotničkih redova. Dana 13. ožujka 1670. godine Petar Zrinski i Fran Krsto Frankopan odlaze u Beč da bi se opravdali caru, odnosno kralju, očekujući njegovo razumijevanje za hrvatsko nezadovoljstvo. Međutim, Leopold I. ih odmah daje uhititi i zatočiti u Bečkom Novom Mjestu.

### Osuda i smaknuće
Nakon dugotrajne istrage Zrinski i Frankopan bili su osuđeni na smrt odsijecanjem glave i desne ruke. 11. travnja 1671. godine poseban sud optužio je Petra Zrinskoga da je htio postati vladar (što je značilo da je radio protiv Habsburgovaca), a Frana Krstu Frankopana da je pozvao na ustanak. U presudi Petru Zrinskome stajalo je kako je: 
»(...) htio biti ono što je Njegovo Veličanstvo, to jest nezavisni hrvatski vladar, te je stoga doista vrijedan da na glavu umjesto krune dobije krvnički mač«.
Neposredno prije izvršenja presude Leopold I. djelomično je uvažio njihovu žalbu i nije im trebala biti odsječena ruka. U Bečkome Novom Mjestu (Wiener Neustadt), dana 30. travnja 1671. godine Petar Zrinski i Fran Krsto Frankopan pogubljeni su na opće zgražanje i zaprepaštenje hrvatske i ugarske javnosti, te čitave Europe. Osim njih smaknuti su i članovi urote Franjo Nádasdy i Erazmo Tattenbach. Ovim tragičnim krajem okončala je pobuna hrvatskih i ugarskih velikaša protiv Habsburgovaca koja je ostala poznata pod nazivom urota Zrinsko-frankopanska. Pobuna je trajala od 1664. godine a nastala je zbog nastojanja bečkog dvora da Hrvatskoj i Ugarskoj nametne centralizam i apsolutizam kakvim se već upravljalo u Austrijskim nasljednim zemljama i Češkoj. Kako bi se efikasnije oduprli dvoru ugarski velikaši se udružuju s hrvatskim i traže oslobođenje dijelova teritorija od Osmanlija smatrajući da će ponovno ujedinjenje zemalja krune sv. Stjepana biti najbolja obrana od centralističkih težnji Habsburgovaca. Nakon niza preokreta te pokušavanja povezivanja s Francuskom i Venecijom, urotnici naposljetku čine očajnički pokušaj dogovora sa sultanom Mehmedom IV., ali izdajom iz vlastitih redova sve se doznaje na dvoru i urota je otkrivena. Nakon što su uvidjeli besmislenost daljnjeg djelovanja Zrinski i Frankopan traže pomirenje i milost cara te se u travnju 1670. godine dragovoljno predaju u Beču.
Kako se pokazalo milost nisu dobili. Obojica su pogubljena, a sva njihova imanja su konfiscirana. Neuspjeh urote označio je i kraj starih velikaških obitelji Zrinskih i Frankopana. Protuhabsburški pokret u Ugarskoj nastavio je unuk smaknutog Petra Zrinskog, Franjo Rákóczi, sin Petrove kćeri Jelene Zrinske.

### Posljedice
Bečki dvor je ustrajno nastojao uništiti sve što je bilo u vezi s obiteljima knezova Zrinskih i Frankopana, i to mu je u sljedećih tridesetak godina i uspjelo.
Žena Petrova, (Katarina Zrinski), biva zatvorena, te umire umno poremećena, u samostanu u Grazu, 16. studenoga 1673. godine. Nakon pogubljenja, vlastodršci iz Beča (Wien) potpuno su opljačkali i uništili dvije najslavnije obitelji u hrvatskoj povijesti. Mletački poslanik povodom tih događaja zapisuje: "Ovo je kraj dviju najuglednijih obitelji živućeg svijeta. Osobito Zrinski bijaše cijenjen, jer 60 potkraljeva ili banova dade njegov rod u Hrvatskoj."
Petrova i Katarinina djeca podijelila su žalosnu sudbinu svojih roditelja. Sin i nasljednik Ivan Antun Zrinski umro je 11. studenoga 1703. godine u tamnici u Grazu i bio posljednji muški potomak slavne hrvatske velikaške obitelji. Kćeri Judita Petronila i Aurora (Zora) Veronika završile su život kao opatice u samostanu, prva kao klarisa u Zagrebu 1699. godine, a druga kao uršulinka u Celovcu (Klagenfurtu) u Austriji 1735. godine.
Jedino je treća, najstarija kći, Jelena imala nešto drukčiju sudbinu: bila je udata prvo za mađarskog velikaša Franju I. Rákóczija, a nakon njegove smrti za Imrea Thökölyja, i sa svojim muževima se u istočnim dijelovima Ugarske borila protiv tiranije s Habsburškog dvora. Umrla je 18. siječnja 1703. godine u Nikomediji, današnjem Izmitu, gradu istočno od Carigrada (Istanbula).
Tijelo Petra Zrinskoga je, zajedno s tijelom Frana Krste Frankopana, bilo najprije pokopano u Bečkom Novom Mjestu, a danas se nalazi u Zagrebačkoj katedrali. 
Godine 1907. Družba "Braća Hrvatskoga Zmaja" pronašli su kosti hrvatskih mučenika Petra Zrinskoga i Frana Krste Frankopana, a 28. travnja 1919. godine hrvatski rodoljubi njihove su ostatke prenijeli i 30. travnja 1919. godine pokopali u zagrebačkoj katedrali.

## Pismo Petra Zrinskoga supruzi
Noć prije pogubljenja Petar Zrinski i Fran Krsto Frankopan napisali su oproštajna pisma svojim suprugama, Ani Katarini Zrinski i Juliji Naro Frankopan. Fran Krsto Frankopan napisao je svoje pismo supruzi Juliji Naro na talijanskome jeziku, pošto mu je supruga bila Talijanka, a Petar Zrinski svojoj supruzi Ani Katarini, hrvatskoj banici i spisateljici, na hrvatskome jeziku. Oproštajno pismo utamničenog Petra Zrinskoga napisano svojoj voljenoj Katarini, započeto riječima "Moje drago Zercze" (srce), jedan je od najpotresnijih tekstova koji je ikada nastao na hrvatskome jeziku. Jedno je od najljepših pisama toga doba. 
Tražeći knjige za svoje djelo o suvremenim prijevodima pisma, priređivač Dražen Budiša pronašao je knjige u kojima je pismo Petra Zrinskoga prevedeno s hrvatskoga jezika na njemački, talijanski, latinski, nizozemski, engleski, francuski i španjolski jezik i jedan rukopis u kojemu je prijevod toga pisma na mađarski jezik. Izvornik pisma čuva se u pismohrani Zagrebačke biskupije i jedan je od prvih hrvatskih tekstova preveden na brojne europske jezike.
| Moje drago Zercze ↓1 | Moje drago serce ↓2 |
| --- | --- |
| Moje drago Zercze, nimaisze Salosztiti zurchu ovoga moga piszma niti burkati polegh Bosjega dokonchania Zutra o deszete ore budu mene gllauu zekli y tulikaisse naukupe tuojemu Bratczu. Danassmo mi jedan od drugoga zercheno proschenie uzeli. Zato jemliem ja zada po ovom lisztu y od tebe ieden vekovechni ualete, Tebe proszechi akoszamte uchem zbantual allitisze uchem zameril (koje ja dobro znam) oproszti mi. Budi Bog hualien jaszam uzmerti dobro priprauan nitisze plassim jasze uffam u boga uszamoguchega koimeie na ouom zuetu ponizil, dasze tulikaisse mene hoche zmiluuati, y jaga budem molil y proszil komu zutra doiti uffamsze dasze nai naukupa pred niegouem zuetem thronussem u dike vekouechne zasztanemo. Veche nistar neznamti piszati, niti za zina, niti za druga do- konchania nassega ziromastua. Jaszam uszte na Bosju uoliu oztauil. Tisze nistar nesalosti ar je tho tak moralo biti. V Nouem Mesztu pred zadnim dnevom moiega zivliena, 29 dan aprila meszecza o zedme ore pod vecher letta 1671. Naite Gos. bog z mojum kcherium Aurorum Veronicum blagoszloui. Groff Zrini Petar | Moje drago serce. Nimaj se žalostiti zverhu ovoga moga pisma niti burkati. Polag Božjega dokončanja sutra o desete ore budu mene glavu sekli, i tulikajše naukupe tvojemu Bratcu. Danas (s)mo mi jedan od drugoga serčeno prošćenje vzeli. Zato jemljem ja sada po ovom listu i od tebe jedan vekovečni valete, Tebe proseći ako sam te u čem zbantuval aliti se u čem zameril (koje ja dobro znam) oprosti mi. Budi Bog hvaljen, ja sam k smerti dobro pripravan niti se plašim. Ja se ufam u Boga vsamogućega koji me je na ovom svitu ponizil, da se tulikajše mene hoće smiluvati, i ja ga budem molil i prosil (komu sutra dojti ufam se) da se mi naukupa pred njegovem svetom thronušem u dike vekovečne sastanemo. Veće ništar ne znam ti pisati, niti za sina, niti za druga do končanja našega siromaštva. Ja sam vse na Božju volju ostavil. Ti se ništar ne žalosti ar je to tak moralo biti. U Novom Mestu pred zadnjim dnevom mojega zaživljenja, 29 dan aprila meseca o sedme ore podvečer, leta 1671. Naj te Gospodin Bog s moju kćerju Auroru Veroniku blagoslovi. Groff Zrini Petar |

## Opsada Sigeta
Sigetska bitka ušla je u usmenu tradiciju u Hrvatskoj, te u pisanu književnost i u Hrvatskoj i u Europi. Prvo autentično svjedočanstvo, opis opsade i propasti grada Sigeta (»Segeta«) opisao je Franjo Črnko, na hrvatskom jeziku. Njegovo je djelo prevedeno na latinski, a zatim i na njemački i talijanski jezik. Tako je sigetska tema postala europskom temom: zajedničkom borbom i požrtvovnošću može se zaustaviti svako zlo, pa i osmansko ugrožavanje kršćanske Europe. Petrov brat, Nikola, na mađarskom je jeziku opjevao sigetsku epopeju pod nazivom Propast Sigeta. Petar je, zatim, presadio spjev iz mađarskoga na hrvatski jezik, pod naslovom Opsada sigecka, za svoje hrvatske čitatelje. Tako je i Mađarima i Hrvatima, u odsudnim ratnim sukobima s Turcima ponuđena velika epopeja jednoga od najvažnijih događaja sredinom 16. stoljeća, hrabra i herojska smrt branitelja grada i njegovih utvrda. Svojom borbom na život i smrt spriječili su Turke do dođu do Beča, da iz Beča krenu u islamizaciju onovremene Europe, koja je bila politički i vjerski podijeljena i rascjepkana.
Petar Zrinski u svom djelu Opsada sigetska, opisuje povijesni pothvat i junačku smrt svog pradjeda pod gradom Sigetom 1566. godine. Ban Nikola Šubić Zrinski odlučio se s malom četom vojnika oduprijeti protivnim silama turske vojske pod vodstvom sultana Sulejmana. Petar Zrinski u petnaest poglavlja opisuje slavnu bitku i obranu Sigeta. Na samom početku autor zaziva muzu te je moli za nadahnuće i potporu u pisanju. Nakon toga daje kratku pretpovijest same bitke, odnosno objašnjava kako je Sulejman potaknut Božjim djelovanjem koji je htio kazniti kršćane zbog toga što je uvidio među njima nestalnost i gubitak prave vjere.

## Zanimljivosti
- Hrvatski istraživač Dragutin Lerman za vrijeme ekspedicije u porječju Konga 1893. godine otkrio je, na rijeci Couilou (Kwilu), vodopade kojima nadjenjuje ime Slapovi Zrinski, (Zrinski Chutes),[13] koje nose i danas.
- Grof Petar Zrinski 1665. godine ozdravio je u Rogaškoj Slatini pa je nakon toga izvor Rogaške mineralne vode postao poznatim.[14]

## Poveznice
- Ana Katarina Zrinski
- Jelena Zrinski
- Frankapani